# Pithora
Pithora é uma cidade e uma nagar panchayat no distrito de Mahasamund, no estado indiano de Chhattisgarh.

## Geografia
Pithora está localizada a 21° 16′ N, 82° 31′ L. Tem uma altitude média de 304 metros (997 pés).

## Demografia
Segundo o censo de 2001, Pithora tinha uma população de 7929 habitantes. Os indivíduos do sexo masculino constituem 50% da população e os do sexo feminino 50%. Pithora tem uma taxa de literacia de 68%, superior à média nacional de 59,5%: a literacia no sexo masculino é de 75% e no sexo feminino é de 60%. Em Pithora, 14% da população está abaixo dos 6 anos de idade.